# Не турбувати
Не турбувати! Як сфокусуватися в інформаційному шумі (англ. Deep Work: Rules for Focused Success in a Distracted World) — книжка професора університету Джорджтауну — Кела Ньюпорта. 

## Огляд книги
Одна з найцінніших особливостей в сучасній економіці — стати напрочуд рідкісним в своєму роді. Якщо вам вдасться це опанувати, ви досягнете надзвичайних результатів.
Книжка пояснює як зосередитись на роботі, не відволікаючись на дрібниці. Це не тільки можливо, але й дозволить вам швидко опанувати складну інформацію та досягти кращих результатів за короткий час. Одним словом — це супер сила сучасного світу.
Автор книги, професор Ньюпорт не стверджує, що відволікання шкідливе, натомість наголошує на перевагах зосередження на конкретній справі. В будь-якій професії глибоке занурення в робочий процес веде до грандіозних результатів та вигод. Досягти та опанувати запропонований автором підхід допоможе строгий режим тренувань, представлений серією з 4 правил на шляху вдосконалення вашого мислення та навичок.
Поєднуючи культурну критику та дієві поради, автор запрошує читача до подорожі пам'ятними історіями, реальними прикладами з життєвого досвіду та способами втілення й реалізації ідей в життя.
Це керівництво для всіх, хто прагне добитись успіху в нашому хаотичному світі, пробудити в собі надзвичайні можливості та вміння сфокусуватись на першочергових завданнях, розвинути нові цінності та навички.

## Переклад українською
- Ньюпорт, Кел. Не турбувати! Як сфокусуватися в інформаційному шумі / пер. Світлана Сарвіра. К.: Наш Формат, 2018. — 248 с. — ISBN 978-617-7682-14-0

## Перевидання
У 2024 році видавництво «Наш Формат» перевидало книгу Кела Ньюпорта під новою назвою — «Зосереджена робота. Правила концентрації в шаленому світі». Оновлене видання є спробою адаптувати класичні ідеї автора до сучасних реалій, де проблема концентрації набуває все більшої гостроти. Збережені основні концепції глибокої роботи, проте оформлення оновлено, а структура вдосконалена для зручності сприйняття.